# Ampitatsimo
Ampitatsimo is een plaats en commune in het oosten van Madagaskar, behorend tot het district Ambatondrazaka, dat gelegen is in de regio Alaotra-Mangoro. Tijdens een volkstelling in 2001 telde de plaats 12.895 inwoners.
De plaats biedt naast lager onderwijs ook middelbaar onderwijs aan. 95 % van de bevolking werkt als landbouwer, 1,5 % houdt zich bezig met veeteelt en 3 % verdient zijn brood als visser. Het belangrijkste landbouwproduct is rijst; andere belangrijke producten zijn bonen, mais en zoete aardappelen. Verder is 0,5% actief in de dienstensector.